# David Mitchell (comico)
David James Stuart Mitchell (Salisbury, 14 luglio 1974) è un comico e attore britannico.
Insieme a Robert Webb fa parte del duo comico Mitchell and Webb, attivo dal 1995 e noto soprattutto per la sitcom Peep Show, in onda su Channel 4 dal 2003 al 2015, e per gli sketch di That Mitchell and Webb Look, trasmessi da BBC Two dal 2006 al 2010. Mitchell ha vinto il British Academy Television Award for Best Comedy Performance nel 2009. È attivo in televisione per produzioni di diverso genere, in radio, ma anche per il mondo del cinema e come scrittore, avendo pubblicato nel 2012 un'autobiografia dal titolo David Mitchell: Back Story. Dal 2012 è sposato con la giornalista Victoria Coren.

## Filmografia parziale

### Cinema
- Magicians, regia di Andrew O'Connor (2007)
- 2 Young 4 Me - Un fidanzato per mamma (I Could Never Be Your Woman), regia di Amy Heckerling (2007)
- Up All Night, regia di John Henderson (2015)
- Gun Shy - Eroe per caso (Gun Shy), regia di Simon West (2017)
- Greed - Fame di soldi (Greed), regia di Michael Winterbottom (2019)

### Televisione
- The Jack Docherty Show (1997)
- Comedy Nation (1998)
- The Mitchell and Webb Situation (2001)
- Peep Show (2003-2015)
- Doctors and Nurses (2004)
- Jam & Jerusalem (2006-2009)
- That Mitchell and Webb Look (2006-2010)
- Blunder (2006)
- Upstart Crow (2016-in corso)
- Back (2017-in corso)
- Ludwig (2024-in corso)

## Radio
Lista parziale.

- Think the Unthinkable (2001-2005)
- That Mitchell and Webb Sound (2003-2013)